# Myoporum rotundatum
Myoporum rotundatum är en flenörtsväxtart som beskrevs av Spencer Le Marchant Moore. Myoporum rotundatum ingår i släktet Myoporum och familjen flenörtsväxter. Inga underarter finns listade i Catalogue of Life.